# Liste des maires du Mans
 (mai 2011).
Si vous disposez d'ouvrages ou d'articles de référence ou si vous connaissez des sites web de qualité traitant du thème abordé ici, merci de compléter l'article en donnant les références utiles à sa vérifiabilité et en les liant à la section « Notes et références ».
Cette liste recense les maires successifs du Mans.

## Liste des maires
| Nom                                                                        | Nom                                          | Nom                                    | Début du mandat    | Fin du mandat      | Parti                   | Notes |
| -------------------------------------------------------------------------- | -------------------------------------------- | -------------------------------------- | ------------------ | ------------------ | ----------------------- | --- |
| Révolution - Ier Empire - Restauration - IIe République - IIe Empire       |                                              |                                        |                    |                    |                         | |
|                                                                            | Jean Louis de Foisy (1722-1802)              |                                        | 1er février 1790   | 14 novembre 1790   |                         | Conseiller au présidial du Mans Premier maire du Mans                                                                                                |
|                                                                            | Jean-Baptiste Leprince d'Ardenay (1737-1817) |                                        | 25 novembre 1790   | 17 mars 1791       |                         | Négociant, président du tribunal Membre du conseil général (1800 → 1816) Démis de ses fonctions                                                      |
|                                                                            | Rémond Rameau                                |                                        | 14 avril 1791      | décembre 1792      |                         | |
|                                                                            | René Négrier de la Ferrière                  |                                        | décembre 1792      | septembre 1793     |                         | Juge à la cour criminelle Membre du conseil général (1810 → 1814)                                                                                    |
|                                                                            | Pierre Potier de La Morandière               |                                        | septembre 1793     | 24 décembre 1793   |                         | Ancien officier de la maison du Roi |
|                                                                            | François Ménard de La Groye (1742-1813)      |                                        | 24 décembre 1793   | 26 novembre 1794   |                         | Juge Membre du Conseil des Cinq-Cents |
|                                                                            | Pierre Thoré (1760-1829)                     |                                        | 26 novembre 1794   | mars 1795          | Royaliste               | Négociant Député de la Sarthe (1818 → 1819) |
|                                                                            | René Négrier de la Ferrière                  |                                        | mars 1795          | 15 août 1795       |                         | Juge à la cour criminelle Membre du conseil général (1810 → 1814)                                                                                    |
|                                                                            | Eustache-Noël Livré (1728-1804)              |                                        | 15 août 1795       | septembre 1797     |                         | |
|                                                                            | François-Yves Besnard (1752-1842)            |                                        | 29 septembre 1797  | 4 avril 1798       |                         | Mémorialiste, docteur en théologie |
|                                                                            | Pierre Rouvin                                |                                        | 4 avril 1798       | 12 mai 1798        |                         | Chef de brigade de la Garde nationale |
|                                                                            | Eustache-Noël Livré (1728-1804)              |                                        | 12 mai 1798        | mai 1799           |                         | |
|                                                                            | Pierre Rouvin                                |                                        | mai 1799           | 7 mai 1800         |                         | Chef de brigade de la Garde nationale |
|                                                                            | René Négrier de la Crochardière (1749-1817)  |                                        | 7 mai 1800         | novembre 1813      |                         | Magistrat, ancien conseiller au présidial du Mans |
|                                                                            | Amédée de Tascher                            |                                        | novembre 1813      | 13 janvier 1816    |                         | Propriétaire, auditeur au Conseil d'État |
|                                                                            | Henri Bouteiller de Châteaufort (1782-1839)  |                                        | 13 avril 1816      | 1er août 1830      | Ultra- royaliste        | Propriétaire Député de la Sarthe (1827 → 1830) Démissionnaire                                                                                        |
|                                                                            | Louis Busson                                 |                                        | 2 août 1830        | 11 août 1830       |                         | Maire provisoire |
|                                                                            | Norbert Leret d'Aubigny                      |                                        | 22 août 1830       | 30 août 1830       |                         | Maire provisoire |
|                                                                            | Louis Basse (1768-1851)                      |                                        | 30 août 1830       | septembre 1839     | Conserv.                | Avocat Député de la Sarthe (1837 → 1846) Conseiller général (1833 → 1848)                                                                            |
|                                                                            | Platon Vallée (1794-1856)                    |                                        | 30 octobre 1839    | 20 novembre 1839   |                         | Docteur-médecin |
|                                                                            | Pierre Couïn                                 |                                        | 21 novembre 1839   | mars 1840          |                         | Maire provisoire |
|                                                                            | Ariste Trouvé-Chauvel (1805-1883)            |                                        | 19 mars 1840       | 9 août 1843        | Répub. Mod.             | Haut fonctionnaire Député de la Sarthe (1848 → 1849) Conseiller général (1839 → 1848)                                                                |
|                                                                            | Pierre Piédor                                |                                        | 17 septembre 1843  | novembre 1845      |                         | |
|                                                                            | Auguste Trotté de la Roche (1790-1859)       |                                        | 11 novembre 1845   | août 1846          |                         | Inspecteur divisionnaire des Ponts et Chaussées, inspecteur général des travaux maritimes                                                            |
|                                                                            | Mathurin Richard                             |                                        | 8 octobre 1846     | 30 août 1848       |                         | Juge de paix Maire provisoire |
|                                                                            | Auguste Brillard                             |                                        | 30 août 1848       | août 1849          |                         | |
|                                                                            | Paul Surmont (1815-1892)                     |                                        | 18 septembre 1849  | 15 juillet 1854    |                         | Juge au Tribunal civil Conseiller général (1852 → 1861)                                                                                              |
|                                                                            | Jules Chalot-Pasquer                         |                                        | 15 juillet 1854    | 15 août 1870       | Bonap.                  | Négociant |
| IIIe République - État Français                                            |                                              |                                        |                    |                    |                         | |
|                                                                            | Pierre Richard                               |                                        | 17 août 1870       | 15 mai 1871        |                         | Avocat |
|                                                                            | Anselme Rubillard (1826-1905)                |                                        | 15 mai 1871        | 7 février 1874     | Ind.                    | Géomètre-expert Conseiller général (1874) |
|                                                                            | Jérémie Singher (1810-1890)                  |                                        | 10 février 1874    | 1er juin 1874      |                         | Entrepreneur en assurance |
|                                                                            | Jacques-Charles Vérel                        |                                        | 1er juin 1874      | 7 juin 1876        |                         | |
|                                                                            | Anselme Rubillard (1826-1905)                |                                        | 7 juin 1876        | juillet 1877       | Ind.                    | Géomètre-expert Député de la Sarthe (1876 → 1882) |
|                                                                            | Jacques-Charles Vérel                        |                                        | 24 juillet 1877    | 5 janvier 1878     |                         | |
|                                                                            | Anselme Rubillard (1826-1905)                |                                        | 5 janvier 1878     | 30 mars 1878       | Ind.                    | Géomètre-expert Député de la Sarthe (1876 → 1882) |
|                                                                            | Louis-Auguste Cordelet (1834-1923)           |                                        | 30 mars 1878       | 20 mai 1888        | Répub.                  | Magistrat, juge de paix Sénateur de la Sarthe (1882 → 1923) Conseiller général (1871 → 1886) Président du conseil général (1878 → 1885)              |
|                                                                            | Anselme Rubillard (1826-1905)                |                                        | 20 mai 1888        | 18 octobre 1900    | Ind.                    | Géomètre-expert Sénateur de la Sarthe (1882 → 1891) Député de la Sarthe (1893 → 1902)                                                                |
|                                                                            | Paul Ligneul (1850-1907)                     |                                        | 18 octobre 1900    | 27 avril 1906      |                         | Directeur des moulins de Saint-Georges |
|                                                                            | Adrien Tironneau (1833-1913)                 |                                        | 27 avril 1906      | 16 mai 1908        | Rad.                    | Artisan boulanger, propriétaire Conseiller général (1896 → 1913) Vice-président du conseil général                                                   |
|                                                                            | Louis Legué (1865-1948)                      |                                        | 17 mai 1908        | 18 juin 1914       | Rép.G                   | Pharmacien Député de la Sarthe (1927 → 1936) |
|                                                                            | René Buon (1861-1930)                        |                                        | 18 juin 1914       | 10 décembre 1919   |                         | |
|                                                                            | Alexandre Mauboussin (1851-1928)             |                                        | 10 décembre 1919   | 17 janvier 1920    |                         | Directeur de l'École primaire supérieure de Mamers                                                                                                   |
|                                                                            | Auguste Castille                             |                                        | 17 janvier 1920    | 29 mai 1924        |                         | Dessinateur lithographe |
|                                                                            | Olivier Heuzé (1881-1925)                    |                                        | 29 mai 1924        | 18 novembre 1925   | SFIO                    | Ouvrier typographe Député de la Sarthe (1924 → 1925) Décédé en fonction                                                                              |
|                                                                            | Arsène Le Feuvre (1863-1936)                 | Autoportrait d'Arsène-Marie Le Feuvre. | 23 décembre 1925   | 15 décembre 1931   | PRRRS                   | Artiste peintre décorateur Premier adjoint (1924 → 1925) Démissionnaire                                                                              |
|                                                                            | Félix Geneslay (1895-1936)                   |                                        | 21 janvier 1932    | 12 novembre 1936   | SFIO                    | Avocat au barreau du Mans Premier adjoint (1929 → 1932) Décédé en fonction                                                                           |
|                                                                            | René Lebrun (1883-1943)                      |                                        | 17 décembre 1936   | 24 janvier 1938    | SFIO                    | Professeur d'école normale Démissionnaire |
|                                                                            | Henri Lefeuvre (1882-1945)                   |                                        | janvier 1938       | 10 février 1941    | SFIO puis PSA puis SFIO | Instituteur puis directeur d’école Conseiller général (1927 → 1940) Révoqué                                                                          |
|                                                                            | Eugène Chamolle (1877-1972)                  |                                        | 10 février 1941    | août 1944          | Pétainiste              | Directeur de l'Enregistrement retraité Nommé maire par le régime de Vichy                                                                            |
| Gouvernement provisoire de la République française - IVe et Ve Républiques |                                              |                                        |                    |                    |                         | |
|                                                                            | Marcel Lecorps (1888-1954)                   |                                        | 4 août 1944        | 5 mai 1945         | PRRRS                   | Agréé près le Tribunal de commerce Désigné par le Comité local de Libération                                                                         |
|                                                                            | Henri Lefeuvre (1882-1945)                   |                                        | 5 mai 1945         | 1er septembre 1945 | SFIO                    | Instituteur et directeur d’école, résistant Mort en déportation                                                                                      |
|                                                                            | Robert Collet (1895-1980)                    |                                        | 1er septembre 1945 | 25 octobre 1947    | SFIO                    | Professeur de lettres, résistant |
|                                                                            | Jean-Yves Chapalain (1900-1994)              |                                        | 25 octobre 1947    | 26 mars 1965       | RPF/RS puis UNR         | Inspecteur des contributions indirectes Sénateur de la Sarthe (1948 → 1958) Député de la Sarthe (1958 → 1973)                                        |
|                                                                            | Jacques Maury (1908-1980)                    |                                        | 26 mars 1965       | 25 mars 1977       | MRP puis CD puis CDS    | Chirurgien Sénateur de la Sarthe (1968 → 1977) Conseiller général (1955 → 1979) Président du conseil général (1964 → 1967)                           |
|                                                                            | Robert Jarry, (1924- 2008)                   |                                        | 25 mars 1977       | 25 mars 2001       | PCF puis MGP            | Ouvrier parqueteur, permanent politique Conseiller général (1967 → 1992) Conseiller régional (1976 → 1989 et 1992 → 1998) Maire honoraire (2001)     |
|                                                                            | Jean-Claude Boulard (1943- 2018)             |                                        | 25 mars 2001       | 31 mai 2018        | PS                      | Conseiller d'État Député de la Sarthe (1997 → 2002) Sénateur de la Sarthe (2014 → 2017) Président du Mans Métropole (1983 → 2018) Décédé en fonction |
|                                                                            | Stéphane Le Foll (1960- )                    |                                        | 14 juin 2018       | En cours           | PS                      | Professeur d'économie Député de la Sarthe (2017 → 2018) Président du Mans Métropole (2018 → )                                                        |

## Compléments